# قلعه سورام (فیلم)
«قلعه سورام» (گرجی: სურამის ციხე) یک فیلم است به کارگردانی ایوان پرستیانی که در سال ۱۹۲۲ منتشر شد. از بازیگران آن می‌توان به هامو بیک-نازاریان اشاره کرد. این فیلم بر اساس رمانی به همین نام ساخته شده است